# Wilhelm Anderson
Wilhelm Robert Karl Anderson (n. S.V. 16 octombrie 1880 la Minsk Imperiul Țarist - d. 26 martie 1940 la Międzyrzecz, Polonia) a fost un astrofizician germano-estonian, cunoscut pentru studiile sale asupra structurii fizice a stelelor.
De asemenea, a mai efectuat studii asupra piticelor albe, iar ecuația de stare Stoner-Anderson poartă numele său și al astronomului britanic Edmund Clifton Stoner.
1. 1 2  Wilhelm Anderson, SNAC, accesat în 9 octombrie 2017
2. 1 2  „Wilhelm Anderson”, Gemeinsame Normdatei, accesat în 29 aprilie 2014
3. ↑  „Wilhelm Anderson”, Gemeinsame Normdatei, accesat în 15 decembrie 2014
4. ↑  „Wilhelm Anderson”, Gemeinsame Normdatei, accesat în 31 decembrie 2014